# Rio Ațel
O Rio Aţel é um rio da Romênia afluente do rio Târnava Mare, localizado no distrito de Sibiu.